# Medal „W upamiętnieniu 1500-lecia Kijowa”
Medal „W upamiętnieniu 1500-lecia Kijowa” (ros. Медаль «В память 1500-летия Киева») – radziecki order cywilny ustanowiony dla uczczenia 1500-lecia powstania Kijowa.
Medal został ustanowiony dekretem Prezydium Rady Najwyższej ZSRR z 10 maja 1982 roku. 

## Zasady nadawania
Odznaczenie zostało ustanowione w celu nagrodzenia:
- robotników, pracowników gospodarki narodowej, pracowników nauki i kultury, instytucji rządowych, organizacji społecznych, żołnierzy, emerytów i innych osób, które wniosły wkład w gospodarczy, społeczny i kulturalny rozwój miasta, mieszkając w Kijowie lub jego okolicy co najmniej 10 lat;
- uczestników obrony Kijowa w czasie Wielkiej Wojny Ojczyźnianej nagrodzonych Medalem „Za obronę Kijowa”, partyzantów i działaczy ruchu oporu, którzy walczyli w Kijowie lub jego okolicy, żołnierzy Armii Czerwonej i Floty Czerwonej, którzy uczestniczyli w wyzwoleniu Kijowa, bez względu na miejsce zamieszkania.

Medal nadawany był w imieniu Prezydium Rady Najwyższej ZSRR przez Komitet Wykonawczy Rady Deputowanych Kijowa. 
Łącznie nadano ponad 780 tys. medali.

## Opis odznaki
Odznakę stanowi owalny krążek o średnicy 32 mm wykonany z mosiądzu. 
Na awersie na tle dwóch flag i rozchodzących się za nimi promieni jest przedstawiony rysunek pomnika Rewolucji Październikowej w Kijowie. W górnej części medalu na obwodzie odznaki jest napis В ПАМЯТЬ 1500-ЛЕТИЯ КИЕВА (pol. „Na pamiątkę 1500-lecia Kijowa”).
Na rewersie w górnej części jest widoczna Złota Gwiazda, a pod nią napis ГОРОДУ-ГЕРОЮ СЛАВА (pol. „Chwała Miastu-bohaterowi!”), w dolnej części wizerunek gmachu Rady Najwyższej Ukraińskiej SRR, a z tyłu wizerunek XI-wiecznego gmachu Soboru Sofijskiego.
Medal zawieszony był na pięciokątnej blaszce obciągniętej wstążką o szerokości 24 mm koloru zielonego, wzdłuż krawędzi z jednej strony pasek koloru czerwonego z drugiej zielonego o szer. 2 mm, w środku pasek koloru czerwonego o szer. 8 mm, po bokach wąskie paski koloru złotego, czerwonego i złotego, pasek złoty o szer. 0,5 mm, czerwony o szer. 1 mm.